# Salif Keita (football, 1990)
Pour les articles homonymes, voir Salif Keïta et Keïta.
Salif Keita, né le 10 avril 1990 à Bangui, est un footballeur international centrafricain évoluant au poste de défenseur dans le club de l'AS Mangasport, et en équipe de République centrafricaine.

## Biographie

### Carrière en sélection
Salif Keita prend part à tous les matchs de sa sélection lors des éliminatoires de la Coupe du monde 2014. Il se distingue en marquant un but contre l'équipe d'Éthiopie le 7 septembre 2013.